# Rafael Asca
Santiago Rafael Asca Palomino, communément appelé Rafael Asca (24 octobre 1924 – 8 octobre 2017), est un footballeur péruvien. 
Il est considéré comme l'un des gardiens de but les plus emblématiques du Pérou des années 1950.

## Biographie

### Carrière de joueur

#### En club
Rafael Asca fait son apparition au sein du Sport Boys en 1945. Il y reste sept saisons (83 matchs disputés) et remporte le championnat du Pérou en 1951, qui plus est le premier championnat de l'ère professionnelle. 
L'année suivante, il défend les couleurs du Sporting Tabaco, club qui se transforme en Sporting Cristal en 1956 en conservant la majorité des joueurs du Sporting Tabaco dont Rafael Asca. Cette même année, il remporte son deuxième championnat, suivi d'un troisième sacre en 1961. Il prend sa retraite de joueur deux ans plus tard.

#### En équipe nationale
Rafael Asca participe à quatre championnats sud-américains de football en 1947, 1953, 1957 et 1959. Il compte 21 sélections en équipe du Pérou entre 1947 et 1959 (27 buts encaissés).

### Décès
Rafael Asca meurt le 17 octobre 2017 à l'âge de 92 ans.

## Palmarès(joueur)
| Sporting Cristal - Championnat du Pérou (2) : - Champion : 1956 et 1961. |  | Sport Boys - Championnat du Pérou (1) : - Champion : 1951. |